# Boksburg
Boksburg – miasto w Południowej Afryce, w prowincji Gauteng, w regionie przemysłowo-górniczym Witwatersrand. Około 260 tys. mieszkańców.
W mieście rozwinął się przemysł maszynowy, metalowy, elektrotechniczny, spożywczy oraz rafineryjny.